# Morne-à-l’Eau
Morne-à-l’Eau (Guadeloupe-Kreolisch: Mònalo) ist eine Gemeinde mit 15.839 Einwohnern (Stand 1. Januar 2022) im französischen Überseedépartement Guadeloupe. Sie befindet sich auf der Insel Grande-Terre an der Grand Cul-de-Sac marin und ist deckungsgleich mit dem Kanton Morne-à-l’Eau. Eine wichtige Rolle spielt heute der Tourismus.

## Bevölkerung
| Bevölkerungsentwicklung | Bevölkerungsentwicklung | Bevölkerungsentwicklung | Bevölkerungsentwicklung | Bevölkerungsentwicklung | Bevölkerungsentwicklung | Bevölkerungsentwicklung | Bevölkerungsentwicklung |
| ----------------------- | ----------------------- | ----------------------- | ----------------------- | ----------------------- | ----------------------- | ----------------------- | ----------------------- |
| Jahr                    | 1961                    | 1967                    | 1974                    | 1982                    | 1990                    | 1999                    | 2011                    |
| Einwohner               | 14.591                  | 14.925                  | 15.034                  | 13.724                  | 16.042                  | 17.154                  | 17.225                  |

## Sehenswürdigkeiten

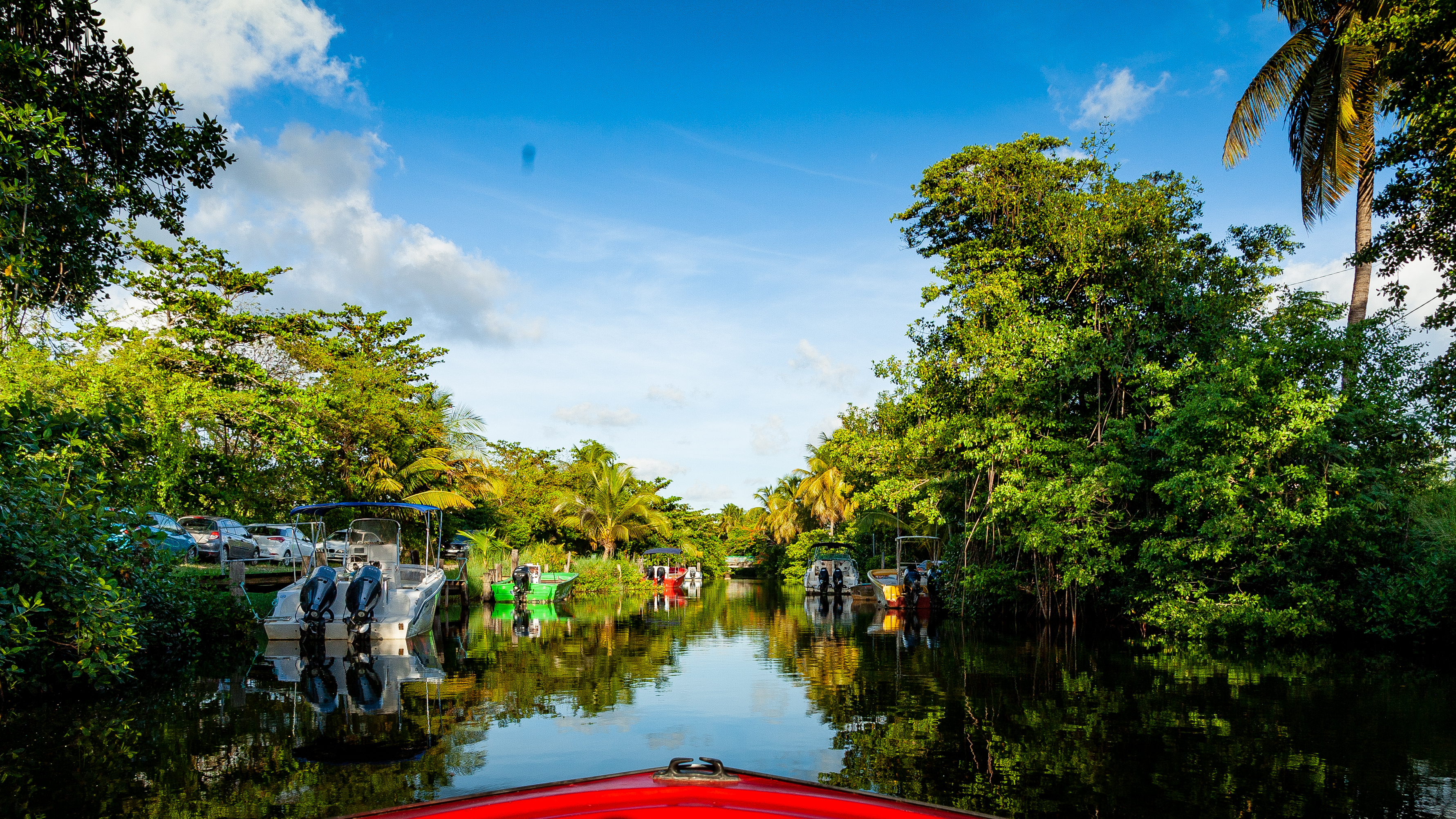
Canal des Rotours

- Eine Attraktion des Ortes ist der Friedhof: hier werden die Verstorbenen in kleinen, mit schwarz-weißem Schachbrettmuster gestalteten Häuschen in der Form von Mausoleen bestattet. Er gilt als der schönste Friedhof der Karibik und wurde 2024 von dem Magazin Beaux Arts zu einem der zehn schönsten Friedhöfe der Welt gekürt.[1]
- Der Canal des Rotours, ein Kanal, der Morne-à-l’Eau mit dem Atlantik verbindet, wurde 1826–1829 von 300 Sklaven und befreiten Sklaven nur mit Schaufeln gegraben. Der Bau wurde von Gouverneur Jean Julien Angot des Rotours in Auftrag gegeben und nach ihm benannt. Bis 1979 wurde auf ihm Zuckerrohr transportiert. Anschließend diente er Freizeitzwecken und ist ein Anziehungspunkt für Touristen geworden.[2]

## Persönlichkeiten
- Gerty Archimède (1909–1980), Anwältin, Aktivistin und Politikerin
- Lucie Julia (1927–2023), Schriftstellerin, Frauenrechtlerin und Sozialarbeiterin
- Marie-Louise Bévis (* 1972), Sprinterin

## Städtepartnerschaften
Partnerstädte von Morne-à-l’Eau sind:
- Neuilly-Plaisance (Frankreich)
- Abricots (Haiti)
- Port-of-Spain (Trinidad und Tobago)
- Kingston, Jamaika

## Nachweise
1. ↑  Le cimetière de Morne-à-l'Eau en Guadeloupe classé parmi les dix plus beaux cimetières du monde la1ere.francetvinfo.fr, 1. November 2024, abgerufen am 16. Februar 2025 (französisch)
2. ↑  Canal des Rotours surlestracesdelesclavage.com, abgerufen am 16. Februar 2025 (französisch)
3. ↑  Website der Stadt